# Gruppo Sutter
Il Gruppo Sutter è un gruppo industriale italiano con sede a Borghetto di Borbera (località Leigozze), in provincia di Alessandria, che opera nel settore dei prodotti per la pulizia domestica e professionale. La titolarità del gruppo è, sin dalla fondazione, della famiglia Sutter. La società ha origine svizzera. essendo stata fondato nel 1858 a Oberhofen-Münchwilen, nel canton Turgovia, dal capostipite della famiglia, Adolf Sutter, un tedesco originario di Karlsruhe.
Sutter è conosciuta anche per i popolari Carosello degli anni '50 e '60 che reclamizzavano linee di prodotto il cui nome, grazie anche all'accattivante grafica pubblicitaria che li accompagnava, sono entrati a far parte dell'immaginario popolare, come ad esempio Marga ed Emulsio. Il gruppo ha ricevuto nel 2007 la Certificazione europea Charter for Sustainable Development per l'impegno sul piano della tutela ambientale e dello sviluppo sostenibile.

## Storia
Inizialmente, la produzione dell'azienda fondata da Adolf Sutter era riservata a tutt'altro genere merceologico, ovvero l'aceto prodotto dalle mele. Furono sufficienti tuttavia pochi anni per far decidere al fondatore un cambio totale di rotta, lasciando da parte, sia pure non completamente, l'aceto per passare alla produzione di lucido per scarpe e cera solida per pavimenti. Da allora il controllo della Sutter è passato sempre di padre in figlio per cinque generazioni. L'attuale presidente è Aldo Sutter, figlio dell'allora presidente onorario Arturo Sutter (1927-2015), che ha diversificato la produzione, ampliandone la gamma.
L'azienda Sutter e il relativo gruppo di riferimento hanno legato a lungo le loro sorti a quelle della città di Genova, che è stata per diverso tempo il quartier generale aziendale. A Genova i Sutter erano approdati dalla Svizzera nel 1910, in virtù della posizione strategica del porto, attraverso il quale affluivano le materie prime.
Qui cominciarono a lavorare i loro prodotti realizzati con una speciale ricetta ideata dal fondatore a base di melassa al 70 per cento, integrata per nove parti e mezza di nero d'ossa, sei parti d'argilla di pipa, quattro parti e mezza di olio di lino e dieci parti d'aceto, l'ingrediente da cui l'attività di Adolf Sutter aveva preso le mosse.
Quando a fine anni sessanta il capoluogo ligure, passato il boom economico, si è trovato a fare i conti con la riorganizzazione industriale del proprio territorio, la ditta Sutter — colpita anche negli affetti più profondi con la morte in tragiche circostanze della figlia tredicenne di Arturo Sutter, Milena — decise di cambiare a fine anni settanta sede operativa, chiudendo lo stabilimento di Sturla per trasferire gli impianti nel Basso Piemonte, poco lontano da Genova.

## Campagne pubblicitarie
Le fortune economico-industriali della Sutter sono state determinate in buona parte dalle azzeccate campagne di propaganda societarie che si sono avvalse di artisti della pittura, della grafica e della cinematografia di genere non esclusivamente da Carosello pubblicitario (testimonial ne sono state fra le altre le attrici Emma Danieli e Anna Maria Guarnieri), anche d'animazione (fra gli altri, i disegnatori Sebastiano Craveri e G. Petronio, autore negli anni trenta di un cartoon dal titolo Notturno). Molti dei manifesti pubblicitari che illustrano il caratteristico logo A.Sutter - Genova sono veri e propri dipinti artistici.
Fra i cartelloni pubblicitari si ricorda quello lanciato in tempi prossimi al nascente femminismo nel 1971 con il titolo "Siamo femministi da 4 generazioni". Recitava l'accattivante slogan:
Per raccogliere questo materiale è stato istituito nella sede di Borghetto di Borbera un museo inaugurato nel 1996 per volontà dei componenti della famiglia Sutter. Il museo — visitabile su richiesta da scolaresche e privati — ripercorre le tappe essenziali della storia della Sutter, a partire dalla nascita dell'azienda avvenuta nel 1858, attraverso la collezione di stampe, materiale pubblicitario e riconoscimenti ottenuti in decenni di attività imprenditoriale.

## Cronologia

### Le date storiche
Vengono indicate di seguito le principali tappe della storia del gruppo:
- 1858 - Adolf Sutter fonda la Sutter-Krauss per la produzione di aceto
- 1860 - Inizia la produzione di lucido per scarpe
- 1881 - Nasce il primo grande stabilimento, denominato la Cattedrale del Lucido
- 1884 - Morte del fondatore; la moglie Katharina subentra alla guida dell'azienda
- 1894 - Il figlio Arthur subentra alla madre alla guida aziendale
- 1910 - Fondazione della sede di Genova
- 1919 - Adolfo, figlio di Arthur, subentra nella gestione
- 1928 - Prime confezioni di lucido con apertura a farfalla
- 1929 - Passa al primogenito Adolfo l'azienda genovese (area Mediterraneo)
- 1932 - Muore Arthur Sutter; al secondogenito Alfred va la fabbrica svizzera (area del nord Europa)
- 1940 - Con l'inizio della seconda guerra mondiale, l'azienda riduce quasi totalmente la produzione
- 1954 - Arturo, figlio di Adolfo, subentra nella guida aziendale. In Svizzera, lo zio Alfred crea il marchio Sutter Taski
- 1959 - Primo Carosello (la tagline recita: "Oggi è di moda...") per il lucido da scarpe Marga
- 1966 - Unione fra la Sutter Italia e la Sutter Svizzera per il lancio del marchio Sutter Taski
- 1969 - Progetto di trasferimento dello stabilimento di produzione da Genova a Borghetto di Borbera (AL)
- 1971 - Inizia a Genova la produzione della linea Taski
- 1972 - Inizia la produzione nello stabilimento di Borghetto di Borbera
- 1976 - Muore Alfred Sutter
- 1977 - Il passaggio del ramo svizzero della Sutter (incluso il marchio Taski) alla multinazionale anglo-olandese Unilever fa nascere Lever-Sutter.
- 1980 - Si completa la totale chiusura della struttura di Genova
- 1981 - Nascita dei marchi Sutter Industriale (dal 1994 Sutter Professional) e cessazione da parte di Sutter Italia della produzione e commercializzazione del marchio Taski
- 1988 - Nasce a Madrid Sutter Spagna
- 1991 - Nasce a Lione Sutter Francia
- 1993 - Aldo, figlio di Arturo, assume la guida dell'azienda
- 1995 - Nasce a Lisbona Sutter Portogallo
- 1997 - Nasce a Buenos Aires Sutter Argentina
- 2004 - partnership con la Procter & Gamble per l'area Italia, Spagna, Portogallo. Nasce la Sutter Cile
- 2015 - Muore Arturo Sutter
- 2021 - Viene acquisito da Henkel il brand “General”; marchio noto nel mercato del bucato domestico
- 2023 - Viene acquisito da Henkel il brand “Neutromed”; marchio noto nel mercato del Cura Persona.

### Le linee di prodotto
Vengono indicate di seguito le date di immissione sul mercato dei diversi marchi:
- 1907 - Ras, primo lucido per scarpe a base d'acqua e privo di trementina
- 1911 - Rob, Ottol e Cervina, lucidi e prodotti per la pulizia
- 1919 - Marga, lucido per scarpe
- 1927 - Pom, detergente per metalli
- 1931 - Woly, lucido per pelli (solo ramo aziendale svizzero)
- 1952 - Emulsio, cera liquida per pavimenti
- 1967 - Tergex, prodotto antistatico contro la polvere
- 1973 - Stirabene, appretto
- 1982 - Sei mesi, cera per pavimenti
- 1995 - Emulsio facile, cera per pavimenti
- 2001 - Emulsio ravviva, detergente
- 2005 - Emulsio pronto all'uso
- 2007 - Le Specialità Sutter Professional
- 2010 - Il Salvambiente

### I riconoscimenti
Vengono indicate di seguito le date dei riconoscimenti ottenuti dal gruppo:
- 1960 - Oscar dell'imballaggio per il flacone della cera Emulsio
- 1998 - Certificazione del sistema di qualità ISO 9001
- 2003 - Certificazione di qualità ambientale ISO 14001
- 2004 - Oscar dell'imballaggio per il flacone dosagiusto
- 2006 - Prima linea ecologica con il marchio Ecolabel europeo.
- 2007 - Certificazione europea Charter for Sustainable Cleaning